# De Tomaso 801
Der De Tomaso 801 (Alternativbezeichnung: De Tomaso 002) war ein Formel-1-Rennwagen des italienischen Automobilherstellers De Tomaso. Das Auto wurde in den frühen 1960er-Jahren zu mehreren Großen Preisen gemeldet, erschien aber lediglich bei zwei Veranstaltungen, qualifizierte sich nur für ein Rennen und legte schließlich eine einzige Rennrunde zurück. Der 801 war unausgereift und gilt als schlechtestes Formel-1-Auto der 1,5-Liter-Ära.

## Hintergrund

Logo der Scuderia De Tomaso

Der aus Argentinien stammende Rennfahrer und Geschäftsmann Alejandro de Tomaso gründete 1959 im italienischen Modena eine Automobilwerkstatt, in der er zunächst Rennwagen für verschiedene Klassen und ab 1965 auch Straßensportwagen herstellen ließ.
Der De Tomaso 801 war der zweite Versuch de Tomasos, einen Formel-1-Rennwagen zu bauen. Vorher hatte das Unternehmen bereits den für die Formel Junior bestimmten Isis konstruiert und ein Formel-2-Fahrzeug vorgestellt, das nicht zum Einsatz gekommen war. Von diesem F2 genannten Modell wurde der De Tomaso F1 abgeleitet, der ab 1961 bei einigen Formel-1-Rennen erschien. Der F1 entstand in mehreren Exemplaren, die mit zugekauften Motoren von Alfa Romeo, Ferrari und OSCA kombiniert wurden. Keine Version des F1 war erfolgreich; vielfach scheiterten de Tomasos Fahrer an der Qualifikation. Alejandro de Tomaso hielt die verwendeten Motoren für nicht konkurrenzfähig und entschied sich letztlich für die Konstruktion eines eigenen Achtzylinder-Triebwerks. Der neue Motor wurde in ein ebenfalls neu konstruiertes Chassis eingebaut, das die Bezeichnung 801 (alternativ: 002) erhielt. Als sich abzeichnete, dass auch der 801 ein Misserfolg war, begann De Tomaso mit den Planungen für einen Nachfolger, der ein Aluminiummonocoque haben und mit einem selbst konstruierten V12-Motor ausgestattet sein sollte. Die Überlegungen kamen nicht über das Stadium erster Studien hinaus. De Tomaso kehrte 1970 mit dem Modell 505 als Partner des britischen Teams Frank Williams Racing Cars in die Formel 1 zurück.
Der 801 stand bis 2005 in De Tomasos Werk in Modena, bevor er verkauft wurde.

## Konstruktion
Der De Tomaso 801 wurde von dem früheren Ferrari-Designer Alberto Massimino konstruiert.

### Chassis und Karosserie
Das Chassis des 801 entsprach weitgehend der Konstruktion des 1961 erschienenen De Tomaso F1. Es hatte einen Rohrrahmen, der im vorderen Bereich dem des F1 entsprach. Im Heckbereich waren über dem Motor weitere Querverstrebungen angebracht, deren Installation durch den flach bauenden Boxermotor ermöglicht wurde. Das Fahrwerk bestand aus inneren Schwinghebeln an der Vorderradaufhängung und oberen Schwinghebeln sowie Schrägstreben bei der hinteren Aufhängung. Eine ähnliche Struktur hatte Massimino bereits 1948 bei Maserati verwirklicht; Colin Chapman übernahm das Konzept später für einige Lotus-Rennwagen. Die vorderen Scheibenbremsen kamen von Girling, die hinteren von Amadori. Die Karosserie des 801 wurde bei Fantuzzi hergestellt.

### Motor und Kraftübertragung
Der Motor des 801 war ein wassergekühlter Achtzylinder-Boxermotor mit einem Hubraum von 1481 cm³ (68 × 51 mm) und zwei obenliegenden Nockenwellen. Jeder Zylinder hatte zwei Zündkerzen. Die Gemischaufbereitung erfolgte über vier Fallstrom-Doppelvergaser von Weber. De Tomaso gab die Leistung des Achtzylinders mit 170 PS an, was 25 bis 30 PS unter den Werten der Porsche- und Ferrari-Motoren lag. Beobachter bezweifelten die Richtigkeit von De Tomasos Angaben und vermuteten, dass die Motorleistung tatsächlich noch geringer war. Die Kraft übertrug ein von De Tomaso konstruiertes Fünfganggetriebe.

## Renneinsätze
Anders als seine Vorgänger, die De Tomaso anderen Rennställen wie die Scuderia Serenissima und die Scuderia Settecolli verkaufte, blieb der 801 als Einzelstück im Werk. Er wurde ausschließlich vom Werksteam Scuderia De Tomaso eingesetzt. Er erschien erstmals beim Großen Preis von Italien 1962. Als Fahrer war der argentinische Stock-Car-Pilot Nasif Estéfano gemeldet, der zuvor lediglich ein Formel-1-Rennen in einem privaten Maserati 250F gefahren war. Im Training funktionierte der Wagen nicht einwandfrei. Estéfano wurde mit einer Rundenzeit von über sechs Minuten gewertet, während Jim Clark im Werks-Lotus für eine Streckenumrundung lediglich 1:40 Minuten brauchte. Danach gab es keine weiteren Einsätze mehr bei einem Formel-1-Weltmeisterschaftslauf. Zwar meldete De Tomaso den 801 in der Saison 1963 noch zu den Großen Preisen von Monaco, Großbritannien und Frankreich; der Wagen erschien allerdings zu keinem dieser Rennen.
1963 meldete die Scuderia De Tomaso den 801 mit Nasif Estéfano für den Großen Preis von Rom in Vallelunga, einem Frühjahrsrennen, das keinen Weltmeisterschaftsstatus hatte. Zu diesem Rennen waren 19 Fahrer gemeldet. Estéfano qualifizierte den 801 für den neunten Startplatz. Im Rennen legte er nur eine Runde zurück; zu Beginn der zweiten Runde fiel mit einem Kupplungsdefekt aus. Danach wurde der 801 nicht mehr gemeldet.

## Rennergebnisse

### Formel-1-Weltmeisterschaft
| Saison | Team               | Fahrer         | 1   | 2 | 3 | 4   | 5   | 6 | 7   | 8 | 9 | 10 | Punkte | Rang |
| ------ | ------------------ | -------------- | --- | - | - | --- | --- | - | --- | - | - | -- | ------ | ---- |
| 1962   |                    |                |     |   |   |     |     |   |     |   |   |    | –      | –    |
| 1962   | Scuderia De Tomaso | Nasif Estéfano |     |   |   |     |     |   | DNQ |   |   |    | –      | –    |
| 1963   | Scuderia De Tomaso |                |     |   |   |     |     |   |     |   |   |    | –      | –    |
| 1963   | Scuderia De Tomaso | Nasif Estéfano | DNA |   |   | DNA | DNA |   |     |   |   |    | –      | –    |

### Formel-1-Rennen ohne Weltmeisterschaftsstatus
| Saison             | Team           | Fahrer | 1 | 2 | 3 | 4   | 5 | 6 | 7   | 8 | 9 | 10 | 11 | 12 | 13 | 14 |
| ------------------ | -------------- | ------ | - | - | - | --- | - | - | --- | - | - | -- | -- | -- | -- | -- |
| 1963               |                |        |   |   |   |     |   |   |     |   |   |    |    |    |    |    |
| Scuderia De Tomaso | Nasif Estéfano |        |   |   |   | DNA |   |   | DNF |   |   |    |    |    |    |    |